# ヴィム・ヴェンダース

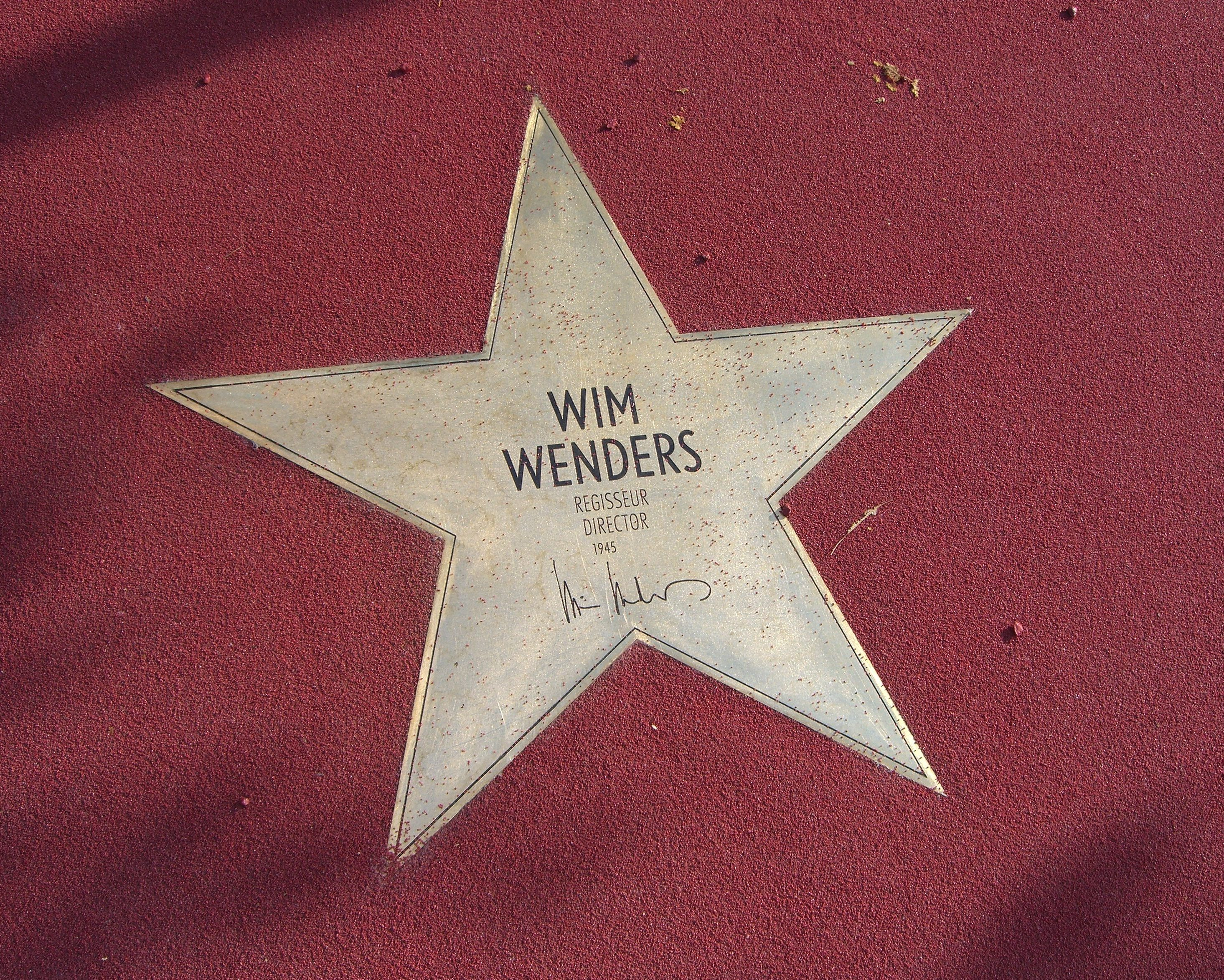
ベルリンにあるヴェンダースのスター

ヴィム・ヴェンダース （Wim Wenders, 1945年8月14日 - ） は、ドイツの映画監督。

## 経歴
デュッセルドルフで医者の息子として生まれ、冷戦下の西ドイツで育った。米国に憧れ、子供時代はアメリカンコミックスに夢中だった。ギムナジウム卒業後、大学では1963年から1964年まで医学を、1964年から1965年まで哲学を専攻したが、いずれも断念した。1966年10月に画家を志してパリへ引っ越した。しかし、高等映画学院 (IDHEC) の入試に失敗。その後、モンパルナスにあるJohnny Friedlaenderのスタジオで彫刻を学んだ。この頃、1日5本以上もの映画を観る生活を送っていた。旧作を上映する「シネマテーク・フランセーズ」の常連になり黒澤明監督作品など1千本以上の名作を鑑賞した。1967年、ユナイテッド・アーティスツのデュッセルドルフ・オフィスで働くためにドイツに帰国。同年秋にはミュンヘンテレビ・映画大学 (Hochschule für Fernsehen und Film München, HFF) に入学。1970年まで『FilmKritik』誌や『南ドイツ新聞』、『Twen magazine』誌、『デア・シュピーゲル』誌で映画批評を執筆した。また、1967年からは映画監督としての活動を開始し、1969年までの3年間で『警察映画』（1969年）や『アラバマ:2000光年』（1969年）、『3枚のアメリカのLP』（1969年）など8本の短編映画を製作した。
1970年に16ミリ・モノクロで撮った『都市の夏』で長編映画監督デビューを果たす。1972年、友人でもあるペーター・ハントケの同名小説を映画化した『ゴールキーパーの不安』で第32回ヴェネツィア国際映画祭で国際映画批評家連盟賞を受賞した。以後もハントケはヴェンダースのいくつかの作品の脚本を手がけるようになる。アメリカからオランダへと旅する青年と少女を描いた『都会のアリス』（1974年）、戦後ドイツを表象した『まわり道』(1975年)、『さすらい』（1976年）の「ロードムービー三部作」を監督したことでフォルカー・シュレンドルフやヴェルナー・ヘルツォーク、ライナー・ヴェルナー・ファスビンダーらとともにニュー・ジャーマン・シネマの旗手として一躍注目されるようになった。特に『さすらい』はカンヌ国際映画祭国際映画批評家連盟賞、シカゴ国際映画祭ゴールデン・ヒューゴ賞などを受賞。1977年の『アメリカの友人』では、それまでのロードムービーから一転し、パトリシア・ハイスミスの原作を元にサスペンス映画を監督。アメリカの俳優であるデニス・ホッパーを招聘した。
1982年の『ハメット』では、フランシス・フォード・コッポラの依頼を受け、ゾエトロープ社製作で監督を務めた。しかし、製作方針をめぐりコッポラと衝突。撮影は何度も中断されると、この期間にポルトガルにて映画製作の現場を舞台にした『ことの次第』を製作。同作は第39回ヴェネツィア国際映画祭で金獅子賞を受賞した。1984年、サム・シェパードの脚本を元に、アメリカを舞台にしたロードムービー『パリ、テキサス』が第37回カンヌ国際映画祭にてパルム・ドールを受賞。翌1985年のドキュメンタリー『東京画』では敬愛する小津安二郎に捧げた。1987年、10年ぶりにドイツで製作したファンタジー『ベルリン・天使の詩』で第40回カンヌ国際映画祭にて監督賞を受賞。1989年にはファッションデザイナー山本耀司に関するドキュメンタリー『都市とモードのビデオノート』を発表した。
1993年には『ベルリン・天使の詩』の続編となる『時の翼にのって/ファラウェイ・ソー・クロース!』が第46回カンヌ国際映画祭で審査員グランプリを受賞。1995年の『愛のめぐりあい』では、ミケランジェロ・アントニオーニの指名を受けて彼の13年ぶりの長編の一部を監督。1999年の音楽ドキュメンタリー『ブエナ・ビスタ・ソシアル・クラブ』はアカデミー長編ドキュメンタリー映画賞にノミネートされた。
2000年、U2のボノの原案を元に監督した『ミリオンダラー・ホテル』が第50回ベルリン国際映画祭で審査員賞を受賞。2003年の音楽ドキュメンタリー『ソウル・オブ・マン』はマーティン・スコセッシのプロジェクトの一環として監督した。2005年の『アメリカ、家族のいる風景』では、『パリ、テキサス』以来およそ20年ぶりにサム・シェパードと監督と脚本家としてタッグを組んだ。また、同年にはロカルノ国際映画祭で名誉豹賞を受賞。
2011年の20年にわたって企画を練っていたピナ・バウシュに関するドキュメンタリー『Pina/ピナ・バウシュ 踊り続けるいのち』と、2014年のジュリアーノ・リベイロ・サルガドと共同製作したドキュメンタリー『セバスチャン・サルガド/地球へのラブレター』が監督作としては連続でアカデミー長編ドキュメンタリー映画賞にノミネートされ、後者に関しては第67回カンヌ国際映画祭の「ある視点」部門に出品され、特別賞を受賞。翌年の2015年には第65回ベルリン国際映画祭で名誉金熊賞を授与され、映画祭では自身初の3D映画『誰のせいでもない』も上映された。
2012年、「映画、写真などのライフワークをまとめ、一般の人がアクセスできるようにする」ため、写真家の妻、ドナータとともにヴィム・ヴェンダース財団を設立し、20本の映画を復元、デジタル化した。
2017年6月にはベルリン国立歌劇場の指揮者ダニエル・バレンボイムの依頼で、ジョルジュ・ビゼー作曲《真珠とり》(主演パトリツィア・チョーフィ)でオペラ演出家としてデビューした。
2022年9月15日、ロードムービーの第一人者として第33回高松宮殿下記念世界文化賞を受賞した。
2023年には、「THE TOKYO TOILET」プロジェクトから企画が始まった日本が舞台の監督作『PERFECT DAYS』が第76回カンヌ国際映画祭に出品され、主演を務めた役所広司が男優賞を受賞した。第96回アカデミー賞では日本代表作品として国際長編映画賞にノミネートされ、自身の作品としてはドキュメンタリー以外でアカデミー賞にノミネートされた初の作品となった。また、自身も第47回日本アカデミー賞で最優秀監督賞を外国人監督として初めて受賞した。
2025年、旭日小綬章受章。

## 写真展「尾道への旅」
2006年4月29日から5月7日にかけて、東京・表参道ヒルズ本館地下3階のオー「O」で開催された。
写真家である妻のドナータ・ヴェンダースと共に、京都から尾道・鞆の浦・直島へ旅をした道中の、古都や瀬戸内の原風景を収めた写真を展示した。作風としてはヴィムが風景を、ドナータがモノクロ写真での人物を表現した。日立造船向島西工場跡地の『男たちの大和』のロケ地での写真も展示された。
また、高橋栄樹によるドキュメンタリー作品も製作された。『東京物語』の第二の舞台となった尾道の風景とともにヴェンダースによる尾道へのオマージュを表現したもので、『東京物語』に登場する浄土寺の裏山を登るシーンも記録されている。

## 作品

### 長編
- 都市の夏（英語版） Summer in the City  （1970年）
- ゴールキーパーの不安（英語版） Die Angst des Tormanns beim Elfmeter （1972年）
- 緋文字 (1973年の映画)（英語版） Der Scharlachrote Buchstabe （1973年）
- 都会のアリス Alice in den Städten （1974年）
- まわり道 Falsche Bewegung （1975年）
- さすらい Im Lauf der Zeit （1976年）
- アメリカの友人 Der Amerikanische Freund （1977年）
- ニックス・ムービー/水上の稲妻（英語版） Lightning Over Water （1980年） ドキュメンタリー
- ハメット Hammett （1982年）
- ことの次第 Der Stand der Dinge （1982年）
- パリ、テキサス Paris, Texas （1984年）
- Docu Drama （1984年） ドキュメンタリー
- 東京画 Tokyo-Ga （1985年） ドキュメンタリー
- ベルリン・天使の詩 Der Himmel über Berlin （1987年）
- 都市とモードのビデオノート Aufzeichnungen zu Kleidern und Städten （1989年） ドキュメンタリー
- 夢の涯てまでも Bis ans Ende der Welt （1991年）
- 時の翼にのって/ファラウェイ・ソー・クロース! In weiter Ferne, so nah! （1993年）
- リスボン物語（英語版） Lisbon Story （1994年）
- 愛のめぐりあい Al di là delle nuvole （1995年） ※ミケランジェロ・アントニオーニと共同監督
- ベルリンのリュミエール（英語版） Die Gebrueder Skladanowsky （1995年）
- エンド・オブ・バイオレンス The End of Violence （1997年）
- ブエナ・ビスタ・ソシアル・クラブ Buena Vista Social Club （1999年） ドキュメンタリー
- ミリオンダラー・ホテル The Million Dollar Hotel （2000年）
- Viel passiert - Der BAP-Film （2002年） ドキュメンタリー
- U2: The Best of 1990-2000 （2002年） ビデオドキュメンタリー
- ソウル・オブ・マン（英語版） The Soul of a Man （2003年） ドキュメンタリー
- ランド・オブ・プレンティ Land of Plenty （2004年）
- アメリカ、家族のいる風景 Don't Come Knocking （2005年）
- パレルモ・シューティング Palermo Shooting （2008年）
- Pina/ピナ・バウシュ 踊り続けるいのち Pina （2011年） ドキュメンタリー
- セバスチャン・サルガド/地球へのラブレター（英語版） The Salt of the Earth （2014年） ドキュメンタリー ※ジュリアーノ・リベイロ・サルガド（英語版）と共同監督
- 誰のせいでもない Every Thing Will Be Fine （2015年） 3D映画[10]
- アランフエスの麗しき日々（英語版） Les beaux jours d’Aranjuez （2016年）
- 世界の涯ての鼓動 Submergence （2017年）
- ローマ法王フランシスコ（英語版）Pope Francis: A Man of His Word （2018年）
- PERFECT DAYS Perfect Days （2023年）
- アンゼルム “傷ついた世界”の芸術家（英語版） Anselm (2023)

### 短編
- Schauplätze （1967年）
- Same Player Shoots Again （1968年）
- Victor I. （1968年）
- Klappenfilm （1968年）
- Silver City （1969年）
- 警察映画 Polizeifilm （1969年）
- アラバマ：2000光年 Alabama: 2000 Light Years from Home （1969年）
- 3枚のアメリカのLP Drei Amerikanische LP's （1969年）
- ワニの家族から Aus der Familie der Panzerechsen （1977年） テレビシリーズ『Ein Haus für uns - Jugenderholungsheim』の一話
- 島 Die Insel （1977年） テレビシリーズ『Ein Haus für uns - Jugenderholungsheim』の一話
- 666号室 Chambre 666 （1982年） テレビドキュメンタリー
- リヴァース・アングル Reverse Angle: Ein Brief aus New York （1982年） ドキュメンタリー
- Night and Day （1990年） テレビ映画『Red Hot and Blue』の一篇
- アリーシャと熊とストーンリング Arisha, the Bear, and the Stone Ring （1992年）
- キング・オブ・フィルム/巨匠たちの60秒 Lumière et compagnie （1995年） オムニバス
- Un matin partout dans le monde （2000年）
- トローナからの12マイル Twelve Miles to Trona （2002年） オムニバス『10ミニッツ・オールダー 人生のメビウス』の一篇
- Other Side of the Road （2003年）
- Invisible Crimes （2007年） オムニバス『Invisibles』の一篇
- 平和の中の戦争 War in Peace （2007年） オムニバス『それぞれのシネマ』の一篇
- 人から人へ Person to Person （2008年） オムニバス『8 -Eight-』の一篇
- もし建築が話せたら… If Buildings Could Talk （2010年）
- Ver ou Não Ver （2012年） オムニバス『Mundo Invisível』の一篇
- ベルリン・フィルハーモニー The Berlin Philharmonic （2014年） ドキュメンタリー。オムニバス『もしも建物が話せたら』の一話

### 製作
- Ein Bißchen Liebe （1974年） ファイト・フォン・フェルステンベルク監督
- 左利きの女 Die linkshändige Frau （1978年） ペーター・ハントケ監督
- RADIO ON Radio On （1979年） クリストファー・ペティット監督
- ...als Diesel geboren （1979年） ペーター・プルツィゴッダ、ブラウリオ・タヴァレス監督
- 鉄の大地、銅の空 Yer demir gök bakir （1987年） ズルフュ・リヴァネリ監督
- Dream Island （1991年） ショーン・ノートン監督
- L'absence （1992年） ペーター・ハントケ監督
- Go for Gold! （1997年） ルシアン・セグラ監督
- Rain レイン Three Days of Rain （2002年） マイケル・メレディス監督
- Halbe Miete （2002年） マルク・オッティカー監督
- Junimond （2002年） ハンノ・ハックフォート監督
- Narren （2003年） トム・シュライバー監督
- La torcedura （2004年） パスカル・レスター監督
- Egoshooter （2004年） クリスティアン・ベッカー、オリバー・シュヴァーベ監督
- ミュージック・クバーナ Música cubana （2004年） ヘルマン・クラル監督
- The House Is Burning （2006年） ホルガー・エルンスト監督
- クローンは故郷をめざす （2008年） 中嶋莞爾監督
- 最高の人生の選び方 The Open Road （2009年） マイケル・メレディス監督
- 台北の朝、僕は恋をする 一頁台北 （2010年） アーヴィン・チェン監督
- Sing Me the Songs That Say I Love You: A Concert for Kate McGarrigle （2012年） ライアン・ランソン監督
- もしも建物が話せたら Cathedrals of Culture （2014年） オムニバス
- Return to Timbuktu （2015年） マイケル・メレディス監督

## 著書
- 『天使のまなざし：ヴィム・ヴェンダース、映画を語る』梅本洋一ほか編・構成、フィルムアート社、1988年
- 『映像（イメージ）の論理』三宅晶子・瀬川裕司訳、河出書房新社、1992年
- 『エモーション・ピクチャーズ』松浦寿輝訳、河出書房新社、1992年
- ヴィム・ヴェンダース、ピーター・カーレイ『夢の涯てまでも』、蒔岡雪子訳、集英社、1992年（集英社文庫）
- 田村源二『時の翼にのって：ファラウェイ・ソー・クロース！』ヴィム・ヴェンダースほか原案・脚本、ギャガ・コミュニケーションズ、1994年
- 『時の翼にのって：ヴィム・ヴェンダース写真集』ヴィム・ヴェンダース撮影、ビクターエンタテインメント、1994年
- 『夢の視線』瀬川裕司訳、河出書房新社、1994年
- 『かつて…』宮下誠訳、PARCO出版、1994年
- 小泉すみれ『ベルリン・天使の詩：Wings of desire』ヴィム・ヴェンダースほか原案・脚本、ギャガ・コミュニケーションズ、1994年
- 『「愛のめぐりあい」撮影日誌：アントニオーニとの時間』池田信雄・武村知子共訳、キネマ旬報社、1996年
- 『ヴィム・ヴェンダース：旅する視線-映画と写真によるトラベローグ：映像工夫館作品展：photographs in the 90s』ヴィム・ヴェンダース撮影、東京都写真美術館企画・編集、東京都歴史文化財団東京都写真美術館、1998年
- 新井敏記『人、旅に出る：『Switch』インタビュー傑作選』講談社、2005年
- サム・シェパード, ヴィム・ヴェンダース『アメリカ、家族のいる風景』稲吉明子・田中尚美・八木正三訳、ブルース・インターアクションズ、2006年
- 新井敏記『SWITCH STORIES：彼らがいた場所』新潮社、2011年（新潮文庫 あ-67-1）

## 関連文献
- Bromley, Roger, From Alice to Buena Vista : the films of Wim Wenders (Praeger, 2001).
- Cook, Roger F. and Gerd Gemünden eds. The cinema of Wim Wenders : image, narrative, and the postmodern condition (Wayne State University Press, 1997).
- Doom, Perpetual, Navigation to nowhere : searching for Paris, Texas (Cattywampus Press, 2021)
- 古川裕朗『ドイツ映画史の基礎概念 : 新世紀のディアスポラ』 九州大学出版会、2022
- 瀬川裕司『物語としてのドイツ映画史 : ドイツ映画の10の相貌』 明治大学出版会、2021